# الطريق (فلم مغربي)
الطريق هو فيلم تلفزي مغربي من إخراج إبراهيم شكيري سنة 2013، وبطولة كل من عمر لطفي، زاهية الزاهيري، منصور بدري، كليلة بونعيلات، حميد نجاح، صلاح ديزان، وآخرون.
قصة الفيلم مقتبسة من الفيلم الأمريكي «مبارزة» الذي أُنتج سنة 1971.

## القصة
تدور قصة الفيلم حول بائع VCD ينتقل من مدينة إلى مدينة لبيع سلعته. ذات يوم، وهو مسافر في الطريف تكاد شاحنة أن تصدمه وتلقي به في المنحدر. سرعان ما سيلاحظ «إيدار» أن هذه الشاحنة ليست كسائر الشاحنات.